# Turó de Cardús
El Turó de Cardús és una muntanya de 572 metres que es troba al municipi de Vacarisses, a la comarca del Vallès Occidental.